# Ichthyostega
L'ittiostega (Ichthyostega, Save-Soderbergh, 1932) era uno stegocefalo vissuto nel Devoniano superiore (circa 365 milioni di anni fa).

## Descrizione

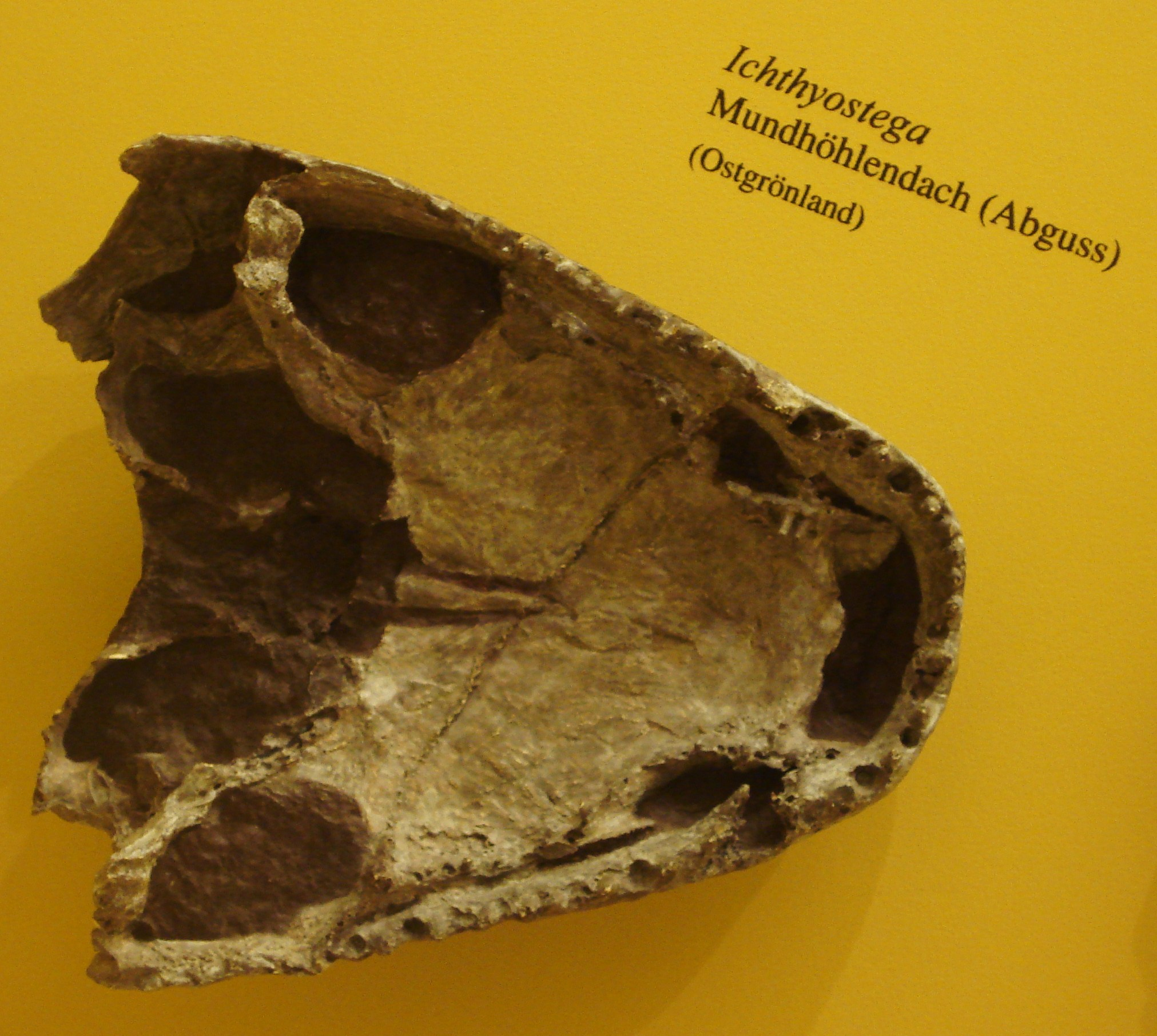
Palato

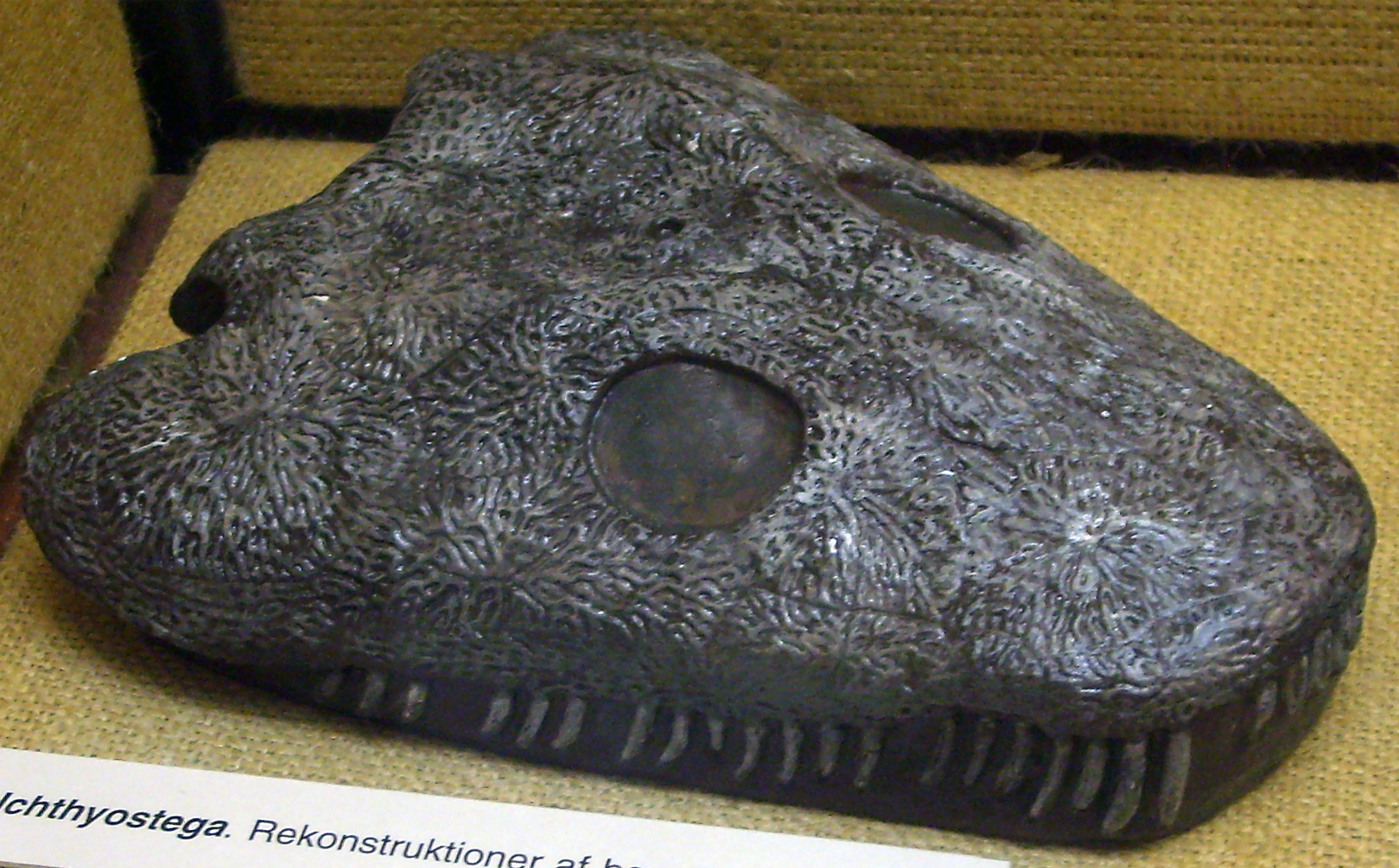
Cranio

Questo animale è considerato il primo passo dei vertebrati verso una vita terrestre, ed è considerato un esempio da manuale di forma transizionale, dati i caratteri intermedi tra pesci e anfibi. L'ittiostega possedeva zampe, probabilmente non le usava per camminare ma piuttosto per farsi strada tra la vegetazione palustre; era dotato di sette dita su ciascuna zampa posteriore. L'esatto numero di dita sulla "mano" non è conosciuto, ma è probabile che fosse lo stesso del "piede", per il quale i fossili sono completi. Il cranio era grande e robusto, ed era dotato di grandi denti aguzzi, a dimostrazione che questo animale doveva essere un predatore temibile. La lunga coda era fornita di una sorta di pinna sorretta da spine ossee per quasi tutta la sua lunghezza. La lunghezza massima raggiungeva 1,5 metri.

## Storia delle scoperte
Nel 1932 Säve-Söderbergh descrisse quattro specie di ittiostega provenienti dagli strati del Devoniano superiore della Groenlandia orientale. Un'altra specie, invece, venne classificata come Ichthyostegopsis wimani. Tutte queste specie, però, potrebbero benissimo essere sinonimi (nel qual caso la specie Ichthyostega stensioei avrebbe la priorità) dal momento che le loro differenze morfologiche non sono molto marcate. Le specie differiscono nelle proporzioni e nella tipologia del cranio. I confronti furono fatti sulla base di 14 esemplari rinvenuti nel 1931. Altri ritrovamenti avvennero tra il 1933 e il 1955.

## Tassonomia
Il genere Ichthyostega è strettamente imparentato con Acanthostega gunnari, sempre dalla Groenlandia orientale. Il cranio dell'ittiostega sembrerebbe essere più simile a quello dei pesci rispetto a quello dell'altro genere, ma la morfologia di cinto scapolare e pelvico sembra più robusta e meglio adattata alla vita sulla terra. L'ittiostega era anche fornito di un maggior numero di costole di supporto e di vertebre più forti, con zigapofisi più sviluppate rispetto ad Acanthostega e ai primi tetrapodi (Elginerpeton e Obruchevichthys).